# Цуриков, Николай Александрович
Никола́й Алекса́ндрович Цу́риков (1886, Тульская губерния — 1957, Мюнхен, по другим данным — Нью-Йорк), литературные псевдонимы Иван Беленихин, Z) — общественно-политический деятель Белой эмиграции. Публицист и литературовед.

## Биография
Родился в 1886 году в дворянской семье, в Огничном Чернского уезда Тульской губернии. 
Окончил в 1907 году с серебряной медалью 7-ю Московскую гимназию и поступил на юридический факультет Московского университета, который окончил в 1911 году. В 1908 году участвовал в Общеславянском студенческом съезде в Праге в качестве делегата от Московского университета.
С началом Первой мировой войны был призван в 1-й Сибирский мортирный артиллерийский дивизион в чине прапорщика, с 20 августа 1915 года находился в германском плену.
Во время Гражданской войне в России воевал в Вооружённых силах Юга России, затем в Русской армии. В результате эвакуации оказался в Константинополе, с 1923 года обосновался в Праге, где стал видным антибольшевистским журналистом и общественным деятелем. Цуриков являлся членом редакционного комитета газеты «Россия и славянство» (Париж, печатался под псевдонимом Иван Беленихин), печатался в различных периодических изданиях русского зарубежья: пражских «Русская мысль» (1922), «Студенческие годы» (1922—1925); берлинском «Руле» (1920—1931); парижских «России» (1927—1928), «Возрождении» (1925—1940), «Борьбе за Россию» (1926—1931), «Вестнике главного правления Общества галлиполийцев»; варшавских «За свободу» (1920—1932), «Молва» (1932—1934) и «Меч» (1934—1939); брюссельском Часовом; франкфуртских «Годах», «Гранях», редактировал сборники «День русской культуры» (1925—1929). В 1928—1934 гг. Работал в Русском педагогическом бюро. Деятельный чин РОВС, идеолог активной борьбы эмиграции против советской власти — «активизма». В период оккупации нацистами Чехословакии, после заключения германо-советского пакта, была запрещена какая-либо антисоветская деятельность. 
Был арестован гестапо 22 июня 1941 года и провёл три месяца в тюрьме. В конце войны, 18 апреля 1945 года при приближении советских войск к Праге семья Цуриковых бежала в Германию, где Цуриков возглавил германский отдел Союза борьбы за свободу России. После 1945 года находился в Западной Германии, продолжал печататься в различных изданиях Русского зарубежья. По одним данным — до конца жизни проживал в Мюнхене и участвовал в спасении бывших советских граждан от насильственной репатриации. По другим данным последние годы жизни провёл в США и скончался в 1957 году в Нью-Йорке.

## Сочинения
- Генерал Корнилов и его дело. — Прага: Галлиполийское землячество в Праге, 1927. — 12 с. (Второе издание — Париж: Россия и Славянство, 1930. — 11 с.; третье издание — Прага, 1930. — 50 с.).
- Заветы Пушкина (Мысли о национальном возрождении России) / Предисловие П. Б. Струве с его воспоминаниями о Блоке и Гумилеве. — Белград: Правда и Свобода, 1937. — 50 с.
- Господин Солоневич и его «работа» в эмиграции. — Прага, 1939. — 63 с.
- Дети эмиграции (Обзор 2400 сочинений учащихся в русских эмигрантских школах на тему: «Мои воспоминания») (рус.) : Сборник. — Прага: 1925.
- Прошлое. Подготовка текста В. А. Цурикова (рус.) // Новый журнал : Журнал. — 2003. — Т. 230—232.
- Прошлое / Составитель В. Цуриков. — 1-е. — Новое литературное обозрение, 2006. — (Россия в мемуарах). — ISBN 5-86793-463-2